# Zülejcha Hüsejnova
Zülejcha Hüsejnova (azerbajdzjanska: Züleyxa Hüseynova; (ryska: Зулейха Гусейнова: Zulejcha Gusejnova), född 1924, död 1996, var en sovjetisk-azerbajdzjansk politiker (kommunist).
Hon var minister för högre och sekundär specialiserad utbildning i Azerbajdzjanska SSR 1965.